# Shelton Leake
Shelton Farrar Leake (* 30. November 1812 nahe Hillsboro, Albemarle County, Virginia; † 4. März 1884 in Charlottesville, Virginia) war ein US-amerikanischer Politiker (Demokratische Partei).

## Werdegang
Shelton Leake beendete sein Vorbereitungsstudium und unterrichtete im Anschluss als Lehrer. Er studierte Jura und begann nach Erhalt seiner Zulassung 1835 als Anwalt in Charlottesville zu praktizieren. Leake verfolgte ebenfalls eine politische Laufbahn. Er saß 1842 und 1843 im Abgeordnetenhaus von Virginia. 1844 wurde er für den fünften Wahlbezirk von Virginia in den 29. US-Kongress gewählt. Dort verblieb er vom 4. März 1845 bis zum 3. März 1847. Nach dem Ende seiner Amtszeit im US-Repräsentantenhaus nahm er wieder seine Tätigkeit als Anwalt auf. Leake kandidierte 1851 erfolgreich für das Amt des Vizegouverneurs von Virginia, eine Stellung, die er zwischen 1852 und 1856 innehatte.
1858 wählte man ihn als unabhängigen Demokraten für den sechsten Distrikt von Virginia in den 36. US-Kongress. Dort war er vom 4. März 1859 bis zum 3. März 1861 tätig. Im Anschluss zog er sich endgültig von der politischen Bühne zurück und widmete sich seiner Tätigkeit als Anwalt. Er starb 1884 in Charlottesville und wurde auf dem Maplewood Cemetery beigesetzt.